# Тамуэрт (футбольный клуб)
«Та́муэрт» (англ. Tamworth Football Club) — английский футбольный клуб из города Тамуэрт, графство Стаффордшир. Выступает в Национальной лиге, пятом по значимости дивизионе в системе футбольных лиг Англии.
Арена The Lamb Ground открыта в 1934-м – названа в честь паба-отеля, который в то время находился неподалёку. 
Сейчас местная арена – это главная трибуна на 518 мест. И стоячие места – в сумме матч может посмотреть 4 963 зрителей. Тесная скамейка запасных: там всего четыре места для тренеров, все без спинок. Для игроков – лавочка, а сразу за ней фанатский сектор. При входе в раздевалку – сломанная ручка, чуть поодаль виднеется переносной обогреватель. Внутри L-образная скамейка, старая тактическая доска и давно подуставший массажный стол. Еще в распоряжении игроков два унитаза, две маленькие раковины, зеркало и шесть душевых. 

## История
В сезоне 2023/2024 клуб занял 1-е место в Северной Национальной лиге и повысился в Национальную лигу Англии на сезон 2024/2025.
В 1/32 финала Кубка Англии соперником Тамуорта стал Тоттенхэм.

## Эмблема
С 2009 года клуб использует полностью красный комплект. В выездных встречах клуб использует синий комплект.
На эмблеме находится символ Стаффордшира.